# بيثاني هارت
بيثاني هارت (بالإنجليزية: Bethany Hart)‏ هي منافسة ألعاب القوى أمريكية، ولدت في 10 أبريل 1977.

## وصلات خارجية
- بيثاني هارت على موقع الاتحاد الدولي لألعاب القوى (الإنجليزية)